# HEROES' VS
『HEROES' VS』（ヒーローズバーサス）は、バンダイナムコゲームス（バンプレストレーベル）より2013年2月7日に発売されたPlayStation Portable用ゲームソフト。

## 概要
SDにディフォルメされたロボットアニメや特撮作品のキャラクターが戦うクロスオーバー作品「コンパチヒーローシリーズ」の1つ。ジャンルはコンパチヒーローシリーズとしては初となる対戦型アクションゲームであり、また同シリーズ初のキャラクターボイスを採用している。

## 登場キャラクター
それぞれ平成以降に制作された「ウルトラシリーズ」「仮面ライダーシリーズ」「ガンダムシリーズ」の各3作品から、JUSTICEヒーロー（正義側キャラクター）とVICEヒーロー（悪役キャラクター）が1人ずつ計18人＋α（ゲスト参加）のキャラクターが登場する。声は一部を除きオリジナルキャストが担当。

### ウルトラシリーズ
能力としてはパワーと追撃コンボに長けている。
JUSTICEヒーロー
ウルトラマンネクサス / ウルトラマンノア
声：川久保拓司
出典：ウルトラマンネクサス / BGM：ネクサス-Heroic-

使用可能形態：ジュネッス
※ウルトラマンノアは超必殺技で登場
ウルトラマンメビウス
声：五十嵐隼士
出典：ウルトラマンメビウス / BGM：ウルトラマンメビウス

使用可能形態：フェニックスブレイブ
ウルトラマンゼロ
声：宮野真守
出典：ウルトラマンゼロ THE MOVIE 超決戦!ベリアル銀河帝国 / BGM：すすめ!ウルトラマンゼロ

使用可能形態 : ウルティメイトゼロ
ウルトラマンサーガ
声：宮野真守
出典：ウルトラマンサーガ / BGM：Lost the way
ゲスト参加。
VICEヒーロー
ダークザギ
出典：ウルトラマンネクサス / BGM：殺戮者、復活

エンペラ星人
声：内海賢二
出典：ウルトラマンメビウス / BGM：邪悪の接近

カイザーベリアル
声：高塚正也
出典：ウルトラマンゼロ THE MOVIE 超決戦!ベリアル銀河帝国 / BGM：ベリアル銀河帝国 戦慄のテーマ

### 仮面ライダーシリーズ
能力としてはスピードと近距離戦コンボに長けている。
JUSTICEヒーロー
仮面ライダー電王
声：関俊彦（ソード・クライマックスフォーム）、遊佐浩二（ロッドフォーム）、てらそままさき（アックスフォーム）、鈴村健一（ガンフォーム）
出典：仮面ライダー電王 / BGM：俺、参上
使用可能フォーム：ソードフォーム、ロッドフォーム、アックスフォーム、ガンフォーム、クライマックスフォーム

仮面ライダーW
声：桐山漣（左翔太郎）、菅田将暉（フィリップ）
出典：仮面ライダーW / BGM：W-B-X 〜W-Boiled Extreme〜
使用可能フォーム：サイクロンジョーカー、ヒートメタル、ルナトリガー、ファングジョーカー、サイクロンジョーカーゴールドエクストリーム

仮面ライダーオーズ
声：渡部秀
出典：仮面ライダーオーズ/OOO / BGM：Anything Goes!
使用可能フォーム：タトバコンボ、ガタキリバコンボ、ラトラータコンボ、サゴーゾコンボ、シャウタコンボ、タジャドルコンボ、プトティラコンボ

仮面ライダーフォーゼ
声：福士蒼汰
出典：仮面ライダーフォーゼ / BGM：Switch On!
使用可能フォーム：ベースステイツ、エレキステイツ、ファイヤーステイツ
ゲスト参戦。
VICEヒーロー
仮面ライダーネガ電王
声：緑川光
出典：仮面ライダー電王 / BGM：怒りの絶頂

仮面ライダーエターナル
声：松本考平
出典：仮面ライダーW / BGM：仮面ライダーエターナル

恐竜グリード
声：神尾佑
出典：仮面ライダーオーズ/OOO / BGM：恐竜ヤミーの破壊

### ガンダムシリーズ
能力としては連射と遠距離コンボに長けている。
JUSTICEヒーロー
ゴッドガンダム
声：関智一
出典：機動武闘伝Gガンダム / BGM：FLYING IN THE SKY

∀ガンダム
声：朴璐美
出典：∀ガンダム / BGM：ターンAターン

ダブルオーライザー
声：宮野真守
出典：機動戦士ガンダム00セカンドシーズン / BGM：FIGHT

ストライクフリーダムガンダム
声：保志総一朗
出典：機動戦士ガンダムSEED DESTINY / BGM：キラ、心のままに
ゲスト参戦。
VICEヒーロー
マスターガンダム
声：秋元羊介
出典：機動武闘伝Gガンダム / BGM：激闘の中 それぞれの約束

ターンX
声：子安武人
出典：∀ガンダム / BGM：Black History

リボーンズガンダム
声：蒼月昇
出典：機動戦士ガンダム00セカンドシーズン / BGM：POWER ATTACK
使用可能フォーム：リボーンズガンダム、リボーンズキャノン

### オリジナルキャラクター
本作のオリジナルキャラクター。全てが謎に包まれている。
ストラガイア
声：稲田徹
ボス。
ヴィジョン
ヒーローたちのコピー。

## 初回版特典
初回版に封入されているプロダクトコードをPlayStation Storeで使用することで、通常は特定の条件を満たさないと出てこないウルトラマンサーガ、仮面ライダーフォーゼ、ストライクフリーダムガンダムの3キャラクターを最初から使用することができる。また、2012年に発売された『グレイトバトル フルブラスト』の初回限定版に付属していた『バトルドッジボール3』のダウンロード版を、2014年2月11日までの期間限定で購入できる。
ダウンロード版は、2013年3月6日までに購入した場合上記の特典権利が付属する。

## 主題歌
オープニング「Dead or TwinAlive」
作詞：唐沢美帆 / 作・編曲：河野陽吾 / 歌：鵜島仁文、石原慎一